# Moodring
Moodring è il terzo album discografico della cantante statunitense Mýa, pubblicato nel luglio 2003.

## Tracce
1. My Love Is like...Wo – 3:29
2. Fallen – 3:34
3. Why You Gotta Look So Good? (feat. Lloyd Banks) – 4:39
4. Step – 3:15
5. Sophisticated Lady – 3:51
6. No Sleep Tonight – 4:12
7. Anatomy 1 On 1 – 4:35
8. Hurry Up (feat. Gunz) – 4:29
9. Things Come & Go (feat. Sean Paul) – 3:57
10. You – 4:08
11. After the Rain – 3:57
12. Late – 4:44
13. Whatever Bitch – 4:20
14. Taste This – 4:36
15. Take a Picture – 3:29
16. Free Fallin' – 3:54